# Cercottes
Cercottes település Franciaországban, Loiret megyében. Lakosainak száma 1477 fő (2022. január 1.). Cercottes Chevilly, Chanteau, Fleury-les-Aubrais, Gidy és Saran községekkel határos.

## Népesség
A település népességének változása:
| Lakosok száma | 458  | 498  | 684  | 1397 | 1423 | 1459 | 1479 | 1491 | 1505 | 1477 |
|               | 1968 | 1975 | 1990 | 2013 | 2015 | 2017 | 2018 | 2019 | 2021 | 2022 |